# Traiskirchen
Traiskirchen est une commune autrichienne du district de Baden en Basse-Autriche.

## Géographie
Traiskirchen fait 29,11 km². Elle est située dans le nord-est du pays, près de la capitale Vienne.

## Histoire
La commune possède le château de Möllersdorf, qu'elle a fait restaurer en 2002.
En 1956, un camp servait de centre d’accueil pour les réfugiés hongrois qui avaient fui leur pays en raison du soulèvement populaire en Hongrie. Le camp de réfugiés a ensuite été rebaptisé Betreuungsstelle Traiskirchen et a dès lors servi de centre d’accueil initial pour les demandeurs d’asile.

## Économie
En plus de nombreuses industries, les principales activités économiques dans la région sont le vin. Elles sont nombreuses cette année et chaque année il y a un festival du vin.

## Culture
L'observatoire Franz-Koller est la plus ancienne dans le Land de Basse-Autriche et est ouvert au public depuis 1967. C'est contrairement à nombreux observatoires en raison de son emplacement au cœur de la ville et de sa faible altitude, rendant sensibles pour le brouillard d'hiver qui sévit dans la région.

## Transport
Les rues principales sont la Südautobahn A2 et le Wiener Neustädter Straße B 17 entre Vienne et Wiener Neustadt.
Les transports en commun sont le « Badner Bahn », la Aspangbahn de l'ÖBB, ainsi que certaines lignes de bus.

## Personnalités liées à la commune
- Andreas Babler (1973-...), maire depuis 2014 et Président du Parti social-démocrate d'Autriche depuis Juin 2023